# فرشته مرگ (ترانه اسلیر)
«فرشته مرگ» (انگلیسی: Angel of Death) قطعهٔ آغازین آلبوم سلطنت در خون اثر گروه ترش متال آمریکایی اسلیر است که در سال ۱۹۸۶ منتشر شد. متن ترانه و موسیقی این اثر توسط گیتاریست گروه، جف هنمن، نوشته شده و به آزمایش‌های انسانی یوزف منگله، پزشک نازی، در اردوگاه آشویتس طی جنگ جهانی دوم می‌پردازد.
این ترانه باعث شد گروه با اتهاماتی مبنی بر طرفداری از نازیسم و نژادپرستی مواجه شود، اتهاماتی که اعضای گروه به شدت آن‌ها را رد کردند، اما این جنجال‌ها در اوایل دوران فعالیتشان همواره آن‌ها را دنبال کرد. با وجود این حواشی و تأخیر در انتشار آلبوم سلطنت در خون، قطعهٔ «فرشته مرگ» همچنان یکی از آثار محبوب در اجراهای زنده گروه است و در تمام آلبوم‌های زنده اسلیر حضور دارد.
این ترانه اثری تأثیرگذار در گسترش ترش متال و اسپید متال شناخته شده و از نظر برخی منتقدان، اثری مورد توجه است. استیو هیوی از آل‌میوزیک آن را یک اثر کلاسیک و همچنین آلبوم سلطنت در خون را «اوج اسپید متال» توصیف کرده است. همچنین، ریف این ترانه توسط گروه پابلیک انمی در قطعه «She Watch Channel Zero?!» از آلبوم سال ۱۹۸۸ آن‌ها سمپل شده است.
اگرچه «فرشته مرگ» وارد رتبه‌بندی جدول‌های فروش موسیقی نشد، اما منتقدان در بررسی آلبوم سلطنت در خون آن را تحسین کردند. کلی جارواس از مجله استایلوس گفته که این ترانه «هر گروهی را که امروز موسیقی سریع یا سنگین می‌نوازد، به چالش می‌کشد. از نظر اشعار، وحشت‌های پیش رو را به تصویر می‌کشد و از نظر موسیقی، پایه و اساس بقیه آلبوم را می‌سازد: سریع، روان و خشن.» آدرین بگراند از پاپ‌مترز نیز خاطرنشان کرد: «هیچ آهنگی بهتر از 'فرشته مرگ'، یکی از عظیم‌ترین آثار تاریخ متال، برای شروع آلبوم وجود ندارد.»